# Samba (Angola)
Samba és un dels sis districtes urbans que conformen el municipi de Luanda, a la província de Luanda, la capital d'Angola. Té 345,3 quilòmetres quadrats i prop de 54.000 habitants. Limita al sud i oest amb l'oceà Atlàntic, al nord amb els districtes de Maianga i Kilamba Kiaxi i a l'est amb el municipi de Viana. És constituït per les comunes de Corimba, Futungo de Belas, Benfica i Mussulo. L'illa de Mussulo es troba en aquest districte.
Al districte hi ha la residència privada del president d'Angola José Eduardo dos Santos. És molt a prop de l'aeroport de Luanda i és travessada per la carretera de la costa de Luanda a Lobito.